# Galinus
Galinus Fahmī o Galenos (in persiano گلینوش‎, Galīnūsh; ... – 636 o 637) è stato un militare armeno che visse nell'ultimo periodo di vita dell'impero sasanide.
Galinus viene ricordato in varie battaglie e per essere stato uno dei comandanti sasanidi nel corso della battaglia di al-Qādisiyya, in cui aveva il comando della retroguardia.

## Biografia
Galinus Fahmī, dopo la sua sconfitta nella battaglia di Kaskar, ad opera di Abu 'Ubayd ibn Mas'ud al-Thaqafi fu mandato dall'Imperatore Yazdegerd III a bloccare l'invasione arabo-musulmana con 60.000 uomini, assieme al comandante in capo di tutti gli eserciti imperiali, Rostam Farrokhzād, in quella che sarà ricordata come la battaglia di al-Qādisiyya. Galinus comandava in quell'occasione il centro-destra dell'esercito e, dopo la morte di Rostam e il ritiro o la fuga di altri comandanti sasanidi, Galinus assunse il comando dei sopravvissuti.
Cadde tuttavia ucciso in quella stessa battaglia.